# اوبارا، آیچی
اوبارا، آیچی (به لاتین: Obara) یک منطقهٔ مسکونی در ژاپن است که در ناحیه چوبو واقع شده‌است. اوبارا ۴٬۳۵۳ نفر جمعیت دارد.